# Conhecimento de transporte eletrônico
Conhecimento de Transporte Eletrônico (CT-e) é um documento fiscal brasileiro emitido pelas transportadoras de carga para cobrir as mercadorias entre a localidade de origem e o destinatário da carga. Para a própria empresa transportadora, esse documento é a sua nota fiscal, ou seja, é o documento oficial usado para contabilizar as receitas e efetivar o faturamento.
Em 2007, a Receita Federal e todos os estados brasileiros instituíram o projeto de tornar o conhecimento de transporte eletrônico, de tal forma que será dispensado o uso de formulário. O Conhecimento de Transporte Eletrônico (CTe) foi instituído pelo Ajuste SINIEF 09/07 como substituto do conhecimento de transporte (Modelos 8,9,10,11,26 e 27). Em 2009, o estado de Mato Grosso foi o primeiro a determinar obrigatoriedade do conhecimento eletrônico.
Desde 2006 a Secretaria da Fazenda do Estado de São Paulo disponibiliza gratuitamente aos contribuintes de todo o Brasil um emissor gratuito de Conhecimento de Transporte Eletrônico (CT-e), e em Abril de 2016 anunciou o fim do suporte ao seu emissor gratuito em 01/01/2017. Desde primeiro de julho de 2017 o Sebrae em São Paulo é o responsável por disponibilizar e atualizar as versões do aplicativo gratuito para as empresas.

## Tipos de conhecimentos de transporte
O conhecimento de transporte é um impresso fiscal em papel,como a nota fiscal de produtos ou serviços. No Brasil, o tipo de conhecimento está relacionado com a atividade de transporte da empresa e conforme determina as leis de cada estado, podendo ser:
- rodoviário;
- aéreo;
- ferroviário;
- fluvial e
- multimodal.

Esse último seria a unificação de várias modalidades de transportes no mesmo documento, como por exemplo, único documento legal combinando o transporte ferroviário e transporte rodoviário.
A partir da digitalização do conhecimento de transporte, as empresas não precisam mais comprar formulários de conhecimento de transporte. Após a criação do conhecimento eletrônico, as empresas passaram a imprimir um espelho dos dados digitais no formato xml, denominado DACTE - documento auxiliar do conhecimento de transporte eletrônico. Essa impressão é similar ao DANFE da nota fiscal de produtos e serviços.
Desde maio de 2013, a Receita Federal do Brasil não mais exige a apresentação da via original do conhecimento de embarque para a retirada da mercadoria do recinto alfandegado.

## Principais campos
Como uma nota fiscal, o conhecimento de transporte tem seus campos de controle, tanto para efeito fiscal, quanto para controle da empresa, destacando:
- Nome, cadastro e endereço do embarcador da carga.
- Nome, cadastro e endereço do destinatário da carga.
- Nome, cadastro e endereço de quem contratou o serviço de transporte.
- Valor do serviço, detalhando por peso, preço da mercadoria, taxas de transporte, etc.

## 
1. ↑  Legislação do Conhecimento Eletrônico Arquivado em 21 de dezembro de  2009, no Wayback Machine.. Acesso em 23 de dezembro de 2009.
2. ↑  «O QUE É CONHECIMENTO DE TRANSPORTE ELETRÔNICO (CTE)?»
3. ↑  Emissão obrigatória do CT-e no MT em 2009. Acesso em 24 de dezembro de 2009.
4. ↑  «Prepare-se para o Fim do Emissor Gratuito de CT-e e NF-e da SEFAZ». Blog Datamex. Consultado em 13 de junho de 2016
5. ↑  «O Sebrae-SP fornece gratuitamente os emissores CT-e e NF-e». Sebrae-SP. Consultado em 15 de janeiro de 2018
6. ↑  http://marquesfreitas.com.br/blog/direito-aduaneiro/receita-deixa-de-exigir-original-de-conhecimento-de-embarque-para-desembaraco/

https://simplescte.com.br/blog/emissao-de-cte-em-2023-confira-as-alteracoes-do-ajuste-sinief-31-22/
https://simplescte.com.br/blog/emissao-de-cte-e-mdfe-no-transporte-de-cargas-brasileiro/